# تاريخ اللغة الهندوستانية
تُعتبر الهندوستانية (بالهندية: हिंदुस्तानी، بالأرديّة: ہندوستانی) إحدى اللغات السائدة في جنوب آسيا، ونسبةً لوجود الاتحاد بين الهند وباكستان، فهناك عدّة أشكال وأنماط مُشتركة بين اللغتين الهندية والأرديّة. تُستخدم اللغة على نطاق واسع، ويمكن اعتبارها لغة ثانية في النيبال وبنغلادش والخليج العربي، وعلى هذا النحو تُعبر لغة مُشتركة في شبه القارة الهندية. تُعد اللغة الهندوستانية أيضاً واحدة من أكثر اللغات السائدة في العالم من حيث العدد الإجمالي للمُتحدثين بها. تطورت هذه اللغة في شمال الهند، وتحديداً في أثناء وجود الإمبراطورية المغولية، عندما أثرت اللغة الفارسية بشكل ملحوظ على اللغات الهندية الغربية في وسط الهند. أدى هذا الاتصال بين الثقافتين الهندوسية والإسلامية إلى إثراء المُفردات الهندية الأساسية للهجة الهندية المستخدمة في دلهي، والتي تُعرف بشكلها الأول باللغة الهندية القديمة، بالكلمات المُستعارة من اللغة الفارسية. أصبح ما يُعرف بـ ريختا أو الكلام المختلط، حاليًا باسم الهندوستانية. من أسمائها الهندية، الهندامي، والأردو (المُشتقة من زابان-إي-أردو حسب قول ماشافي بمعنى «لغة القوم»)، كما تُعرف باسم لاشكاري أو لاشكاري زابان بصيغة أطول. تم اعتبار هذه اللغة بعد ترقيتها لتكون بمستوى لغة أدبية، وبعد تقسيم الهند المُستعمرة وإعلان الاستقلال أصبحت مجموعة اللهجات هذه أساساً للغات الأصلية الهندية والأردية الحديثة. وعلى الرغم من اعتبار هذه اللغات الرسمية سجلات متميزة عندما يتعلق الأمر بالجوانب الرسمية، مثل المُفردات التقنية الحديثة، إلا أنها تبقى غير قابلة للتمييز في أشكالها العاميّة.

## تكوّن اللغة وأصلها
تأتي معظم القواعد والمفردات الأساسية للغة الهندوستانية بشكل مباشر من اللغة الهندية الأردية في العصور الوسطى من وسط الهند، والمعروفة باسم سوراسيني. بعد القرن العاشر، ترقّت العديد من اللهجات السوارسينية لتُعتبر لغة أدبية، أو كاري بولي (لهجة أساسية دائمة)، بما في ذلك براغ بهاشا، عوضي، ولغة دلهي (ولا تزال الأخيرة تحمل اسم ديهلافي في المناطق الريفية خارج دلهي).
في عهد سلطنة دلهي التركية الأفغانية، والإمبراطورية المغولية في الهند، اعتُمدت الفارسية كلغة رسمية وأُعلِنت دلهي كعاصمة، رُسّخت اللهجة الهندية الأصلية (المتحدث بها) في البلاط الإمبراطوري وعند المُرافقين المهاجرين، ليتحدثوا بها في دلهي (تُعرف صيغتها الأقدم بالهندية القديمة)، مع وجود عدد كبير من الكلمات الفارسية والعربية والجغتائية من البلاط نفسه. وقد حدث هذا نتيجة للاتصال الثقافي بين الهندوس والمسلمين في هندوستان وأصبح ثمرة حضارة غانغا-جاموني تهزيب. كانت الكلمات المُدخلة في الأصل عبارة عن أسماء جرى استخدامها لمفاهيم ثقافية وقانونية وسياسية. تُشكل هذه الكلمات المستعارة من اللغة الفارسية والعربية نحو خمسة وعشرين بالمئة من مفردات اللغة الأردية. وكشكل من أشكال اللغة الهندوستانية وجزء من الفئة الهندية الغربية من اللغات الهندية الآرية، فإن لخمسة وسبعين بالمئة من الكلمات جذورها في اللغة السنسكريتية والبراكريت، ولنحو تسعة وتسعين بالمئة من الأفعال الأردية جذورها في السنسكريتية وبراكريت.
تطورت لغة البلاط الجديدة في نفس الوقت في مدينة دلهي ولاكناو التي تقع في منطقة يتحدث سكانها باللغة العوضية، وبالتالي تمتعت الهندوستانية الحديثة بلمسات وتأثير اللغة العوضية وبشكل واضح، على الرغم من استنادها أساساً إلى اللهجة المنطوقة في دلهي. استمرت تسمية اللغة «بالهندية» في هذه المدن بالإضافة إلى «الأردية». في حين احتفظت اللغة الأردية بقواعد اللغة والمفردات الأساسية للهجة الهندية المحلية، فقد اعتمدت نظام الكتابة «النستعليق» من اللغة الفارسية.

يُشتق المصطلح «هندوستاني» من هندوستان وهو اسم فارسي الأصل من شبه القارة الهندية الشمالية الغربية. وتعتبر أعمال العالِم أمير خوسرو في القرن الثالث عشر نماذج (مثالية) للغة الهندوستانية في ذلك الوقت:
सेज वो सूनी देख के रोवुँ मैं दिन रैन ।

पिया पिया मैं करत हूँ पहरों, पल भर सुख ना चैन ॥

.سیج وو سونی دیکھ کے رووں میں دن رہیں

.پیا پیا میں کرت ہوں پہروں، پل بھر سکھ نہ چین

sej vo sūnī dekh ke rovũ ma͠i din rain,

piyā piyā ma͠i karat hū̃ pahrõ, pal bhar sukh nā cain.

حيث تغيرت أسماء اللغة إلى عدة أسماء على مر السنين، هندامي «للهندوس أو الهنود»، داهلافي «دلهي»، هندوستاني «هندوستان»، والهندية «الهنود». بنى الإمبراطور المغولي شاه جاهان المدينة المُسورة الجديدة في دلهي في عام 1639، وأصبحت تعرف باسم شاهجاهان آباد. كما كان يُدعى السوق القريب من الحصن الملكي «الحصن الأحمر» ببازار الأردية، وبـ «سوق «أرمي» الجيش أو المعسكر، وهي مشتقة من الكلمة التركية أوردو والتي تعني الجيش»، وقد تكون عبارة زابان-أردو «لغة الجيش، المخيم» مُشتقة منها. وفي نحو 1800 سنة، جرى اختصار هذه الكلمة إلى اللغة الأردية «أوردو». جرى استخدام المصطلح المغولي أوردو مع ما يساويه بالمعنى من اللغة الإشكاراي المحلية أو لغة «المخيم» (المشابهة للكلمة الإنجليزية «هورد»)، لوصف اللغة المشتركة للجيش المغولي. انتشرت اللغة نتيجة لتواصل الجنود المسلمين المتحدثين باللغة الفارسية مع السكان المحليين ممن يتحدثون عدة أنواع للغة الهندية. وسرعان ما اعتُمد النص الفارسي في شكل النستعليق المتصل مع حروف إضافية لاستيعاب النظام الصوتي الهندي. وجرت استعارة عدد كبير من الكلمات الفارسية في اللغة الهندوستانية، بالإضافة إلى العناصر النحوية مثل الـ إزافي المتضمن (الإضافات).
كانت اللغة الفارسية هي اللغة الرسمية للغوريين وسلطنة دلهي والإمبراطورية المغولية والدول التابعة لها، بالإضافة إلى كونها لغة الشعر والأدب، بينما كانت اللغة الرسمية للدين اللغة العربية. كان معظم السلاطين ونبلاء فترة السلطنة من الشعوب التركية القادمة من آسيا الوسطى، يتحدثون بلغة الشاغاتاي كلغتهم الأم. كما استخدم المغول لغة التشاغاتاي للتواصل، ولكنهم اعتمدوا لاحقاً اللغة الفارسية. وُضعت الأساسيات بشكل عام لإدخال اللغة الفارسية في شبه القارة الهندية، منذ البداية (منذ بداياتها) مِن قِبل مختلف السلالات الفارسية التركية والأفغانية في آسيا الوسطى. يؤكّد مظفر علم أن اللغة الفارسية أصبحت اللغة المشتركة للإمبراطورية في أثناء حكم أكبر، وذلك لوجود عوامل سياسية واجتماعية عديدة وبسبب طبيعتها غير الطائفية والمتغيّرة. ومع ذلك، فقد دمجت الجيوش والتجار والواعظين (الدُعاة) والصوفيين وفي وقت لاحق البلاط، عناصر اللغة للسكان المحليين وعناصر اللغة الأدبية الهندوسية في العصور الوسطى، براج بهاشا. وسرعان ما أدمجت لغة التواصل الجديدة مع لهجات أخرى، مثل الهاريانفية والبنجابية، بالإضافة إلى لهجة العاصمة الجديدة في دلهي في القرن السابع عشر. وبِحلول عام 1800، أصبحت لهجة دلهي هي القاعدة المُهمة في اللغة.
عندما وصل والي محمد والي إلى دلهي، ألّفَ اللغة الهندوستانية مع إضافة الكلمات الفارسية، وهو سجل يُسمى ريختا للشِعر. حيث كانت لغة الشعر سابقاً هي اللغة الفارسية. وعندما توسعت سلطنة دلهي جنوباً إلى هضبة ديكان، نقلوا لغتهم معهم حيث تأثرت هناك بالمزيد من اللغات الجنوبية ما أدى إلى تكوّن لهجة الداخيني. وفي أثناء ذلك كانت الهندوستانية لغة كل من الهندوس والمسلمين. استمرت الطبيعة غير الطائفية للغة إلى حين تعيين الراج (المسؤول) البريطاني في الهند، عندما استُبدلت الهندوستانية في عام 1837 في الكتابة الفارسية (أي الأردية)، باللغة الفارسية كلغة رسمية جنباً إلى جنب مع اللغة الإنجليزية، ما أثار رد فعل الهندوس في شمال غرب الهند، الذين جادلوا بأن اللغة يجب أن تكون مكتوبة بخط ديفاناغاري الأصلي. حلَّ هذا المعيار الأدبي، والمُسمى باللغة الهندية، محل الأوردو كسجل رسمي لبيهار في عام 1881، مُكوناً انقساماً طائفيًا بين الأردية للمسلمين والهندية للهندوس، وهو الانقسام الذي جرى إضفاء الطابع الرسمي عليه مع استقلال الهند وباكستان بعد انسحاب البريطانيين.

## الشعر
زار الشاعر والي ديكاني (1667-1707)، دلهي في عام 1700، وأسسَ الريختا أو الهندافي غازالز كوسيلة للتعبير الشعري في المدينة الإمبراطورية. وسرعان ما اكتسبت اللغة الهندوستانية الأفضلية في محاكم الهند، واستبدلت في نهاية المطاف بالفارسية كلغة بين النبلاء. ولا تزال الريختا حتى يومنا هذا تحتفظ بمكانة مهمة في المجالات الأدبية والثقافية.
جاءت معظم الأشكال الأدبية الفارسية، كالغزل والنظم، كنتيجة للأثر والتأثير بالثقافة الهندية، ما أدى إلى مزج مميز وواضح للتراث الشرق أوسطي وجنوب آسيا. كان أحد أشهر الكُتّاب أمير خسرو، الذي لا تزال مقاطِعهُ الفارسية والهندوسية تُقرأ حتى يومنا هذا في شبه القارة الهندية. وفي بعض الأحيان، كان يُطلق على اللغة الفارسية اسم اللغة الكلاسيكية المُعتمدة في جنوب آسيا، إلى جانب استخدام اللغة السنسكريتية معها ضمن هذا التصنيف.

## تسلسل زمني

### العصور القديمة (الهندية-الأردية القديمة)
- 600 قبل الميلاد: أواخر الفيدية السنسكريتية.
- 500 قبل الميلاد: نشأت نصوص براكريتية للبوذيين والجينيين (الهند الشرقية الحالية في النيبال).
- 400 قبل الميلاد: ألّف بانيني قواعده السنسكريتية الرسمية (غاندهارا)، ما أدى إلى الانعكاس أو الانتقال من الفيدية إلى السنسكريتية البانيانية الرسمية (الكلاسيكية).
- 322 قبل الميلاد: نقوش بخط إبراهيمي بقلم مورياس في براكريت (بالي).
- 250 قبل الميلاد: السجلات الأولى من السنسكريتية الكلاسيكية (فادهيناث رو).
- 100 قبل الميلاد- 100بعد الميلاد: حلّت السنسكريتية محل البراكريت مع النقوش تدريجياً.
- 320: يظهر نص غوبتا أو سيدها-ماتريكا.

### العصور الوسطى
- 400: لغة آباب.
- آر آر آر: فيكرامورفاشيا.
- 550: ضاراسينا من مخطوطة فالابهي والذي يذكر الأدب أبابهرامشا.
- 779: اللغات الإقليمية التي ذكرها أويوكان سوري في (كوفاليامالا).
- 769: ألّف سيدها سارافا دوحة كوش، والذي يُعتبر أول شاعر هندي.
- 800: الجزء الأكبر من الأدب السنسكريتي بعد هذه الفترة هو التعليقات (الأدب النقدي) <فيدياناث راو>.
- 1000: ساند.
- من أبدور راهمان (عبد الرحمن).
- 1000: ظهور نص ديوناكري الحديث.
- 1145-1229: كتب هيماشاندرا حسب قواعد اللغة في أبابهرامشا.

### الإمبراطوريات الاسلاميّة
- 1283: باهليس وموكاريس أمير خسرو، ويستخدم مصطلح (هندافي)
- 1398-1518: أعمال كبير والتي تُشير إلى أصل فترة (نيرغونا-بهاكتي).
- 1370-: فترة قصة الحب والتي نشأت من قِبل (هانسافالي) من أسهات.
- 1400-1479: رايغو: آخر شعراء أبهرامشا العُظماء.
- 1450: تبدأ فترة (ساغونا بهاكتي) مع راماندانا.
- 1580: أوائل أعمال دكيني (حكايات كالميتول)، لبرهان الدين جانم.
- 1585: (بهاكتامال) من نابنهادس: قصيدة تحوي سيرة ذاتيّة قصيرة لشعراء البهاتكا الهنود.
- 1623: آردها-كاثاناك لِباناراسيداس، أول سيرة ذاتيّة باللغة الهندية.
- 1604: آدي غرانث لأعمال العديد من الشعراء من قبل غورو آرجان ديف.
- 1532-1623: تولسيداس، مؤلف كتاب (راماشيراتا ماناسا).
- 1623: (غورا بادال كي كاثا) لِجاتمال، وهو أول كتاب بلهجة خاري بولي (والتي تُعتبر حالياً لهجة أساسية أو فصيحة).
- 1643: بدأ التقليد الشعري (ريتي) وُفقاً لِرامتشاندرا شوكلا.
- 1645: بنى شاه جهان حصن دلهي، حيث تُدعى اللغة في تلك المنطقة بـ زابان-آي-آردو أو بـ زابان-آي-أردو.
- 1780: عملَ الشاعر المُشافي على مصطلح (أردو)، المُشتق من (زبان-آي-أردو).
- 1667-1707: أصبحت مؤلفات فالي شعبية، وبدأ استبدال اللغة الأردية بالفارسية بين نُبلاء دلهي، وغالباً ما أُطلق عليها اسم (الهندي) مِن قِبل سعودا، ميير......الخ.
- 1600-1825: الشعراء (من بيهاري إلى بادميكار)، وبدعم من حكام أوركشها وبعض المجالات الأخرى (أصحاب الملكيات الآخرين).

### الفترة الاستعمارية
- 1796: أقدم نوع معتمد على الطباعة، طباعة ديفاناغاري (جون بورثويك جيلكريست، قواعد اللغة الهندوستانية، كالكوتا) (ديك بلوكر).
- 1805: لالوو لال بريمساغار، نُشِرت في كلية فورت وليام، كالكوتا، (دايزي روكويل).
- 1813-46: مهراجا سواتي تيرونال راما فارما (ترافانكور)، ألّف آيات باللغة الهندية إلى جانب لغات جنوب الهند.
- 1826: أسبوعية (أودانتافارتاندا) الهندية في كالكوتا.
- 1837: شاردها رام فيلوري، مؤلف كتاب ولادة (أم جاي جاديش هير).
- 1839,1847: (تاريخ الأدب الهندي) لِغارسين دي تاسي باللغة الفرنسية (دايزي روكويل).
- 1833-86: اقترح الشاعر نارماد الغوغاراني اعتبار اللغة الهندية لغة وطنية للهند.
- 1850: لم يعُد مصطلح (الهندي) يُستخدم لِما يُدعى الآن باللغة الأردية.
- 1854: (ساماتشار سودهافارشان) الهندية اليومية من كالكوتا.